# Kimmo Timonen
Temple de la renommée de l'IIHF : 2020

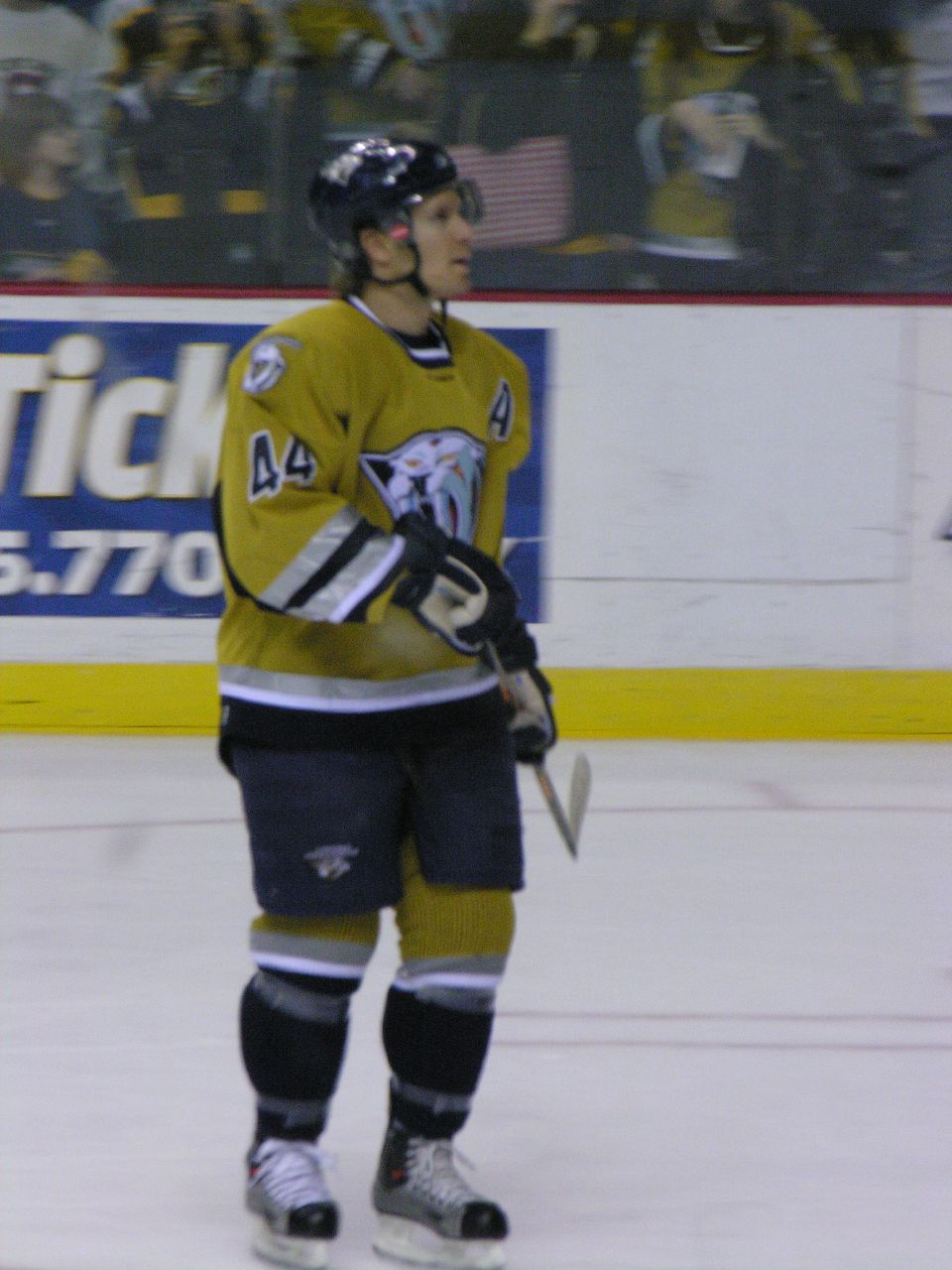
Kimmo Timonen avec les Predators de Nashville.

Kimmo Timonen (né le 18 mars 1975 à Kuopio en Finlande) est un joueur finlandais de hockey sur glace évoluant au poste de défenseur. Il est le frère du joueur de hockey professionnel, Jussi Timonen.

## Carrière de joueur
Après deux saisons passées avec le KalPa Kuopio dans le Championnat de Finlande de hockey sur glace (SM-liiga), Timonen est choisi par les Kings de Los Angeles à la 250e position lors du repêchage d'entrée dans la LNH 1993. Il reste en Finlande pendant quatre nouvelles saisons, jouant successivement pour le KalPa Kuopio, le TPS et le HIFK. Le 26 juin 1998, il est échangé avec Jan Vopat par les Kings aux Predators de Nashville qu'il rejoint dans la LNH pour la saison 1998-1999. Pendant le lock out de la saison 2004-05, il retourne jouer en Europe pour le HC Lugano dans la LNA suisse et le Brynäs IF dans la SEL suédoise. Il porte les couleurs des Flyers de Philadelphie depuis 2007.
Parallèlement à sa carrière en club, il représente son pays depuis 1992 avec l'équipe de Finlande de hockey sur glace junior. Avec la sélection senior, il ne remporte aucun titre mais gagne la médaille d'argent à la Coupe du monde en 2004, aux Jeux olympiques en 2006 et à trois reprises aux championnats du monde en 1998, 1999 et 2001. Il remporte également la médaille de bronze aux Jeux olympiques en 1998 et 2010.
Il remporte sa première coupe Stanley le 15 juin 2015 avec les Blackhawks de Chicago lors du dernier match de sa carrière.

## Statistiques

### En club
| Saison     | Équipe                 | Ligue      |       | Saison régulière | Saison régulière | Saison régulière | Saison régulière | Saison régulière |    | Séries éliminatoires | Séries éliminatoires | Séries éliminatoires | Séries éliminatoires | Séries éliminatoires |
| Saison     | Équipe                 | Ligue      | PJ    | B                | A                | Pts              | Pun              | PJ               | B  | A                    | Pts                  | Pun                  |                      |                      |
| 1991-1992  | KalPa Kuopio           | SM-liiga   | 5     | 0                | 0                | 0                | 0                | --               | -- | --                   | --                   | --                   |                      |                      |
| 1992-1993  | KalPa Kuopio           | SM-liiga   | 33    | 0                | 2                | 2                | 4                | --               | -- | --                   | --                   | –                    |                      |                      |
| 1993-1994  | KalPa Kuopio           | SM-liiga   | 46    | 6                | 7                | 13               | 55               | --               | -- | --                   | --                   | --                   |                      |                      |
| 1994-1995  | TPS Turku              | SM-liiga   | 45    | 3                | 4                | 7                | 10               | 13               | 0  | 1                    | 1                    | 11                   |                      |                      |
| 1995-1996  | TPS Turku              | SM-liiga   | 48    | 3                | 21               | 24               | 22               | 9                | 1  | 2                    | 3                    | 12                   |                      |                      |
| 1996-1997  | TPS Turku              | SM-liiga   | 50    | 10               | 14               | 24               | 18               | 12               | 2  | 7                    | 9                    | 8                    |                      |                      |
| 1997-1998  | HIFK                   | SM-liiga   | 45    | 10               | 15               | 25               | 24               | 9                | 3  | 4                    | 7                    | 8                    |                      |                      |
| 1998-1999  | Predators de Nashville | LNH        | 50    | 4                | 8                | 12               | 30               | --               | -- | --                   | --                   | --                   |                      |                      |
| 1998-1999  | Admirals de Milwaukee  | LIH        | 29    | 2                | 13               | 15               | 22               | --               | -- | --                   | --                   | --                   |                      |                      |
| 1999-2000  | Predators de Nashville | LNH        | 51    | 8                | 25               | 33               | 26               | --               | -- | --                   | –                    | --                   |                      |                      |
| 2000-2001  | Predators de Nashville | LNH        | 82    | 12               | 13               | 25               | 50               | --               | -- | --                   | --                   | --                   |                      |                      |
| 2001-2002  | Predators de Nashville | LNH        | 82    | 13               | 29               | 42               | 28               | --               | -- | --                   | --                   | --                   |                      |                      |
| 2002-2003  | Predators de Nashville | LNH        | 72    | 6                | 34               | 40               | 46               | --               | -- | --                   | –                    | --                   |                      |                      |
| 2003-2004  | Predators de Nashville | LNH        | 77    | 12               | 32               | 44               | 52               | 6                | 0  | 0                    | 0                    | 10                   |                      |                      |
| 2004-2005  | HC Lugano              | LNA        | 3     | 0                | 1                | 1                | 0                | --               | -- | --                   | --                   | --                   |                      |                      |
| 2004-2005  | Brynäs IF              | Elitserien | 10    | 5                | 3                | 8                | 8                | --               | -- | –                    | --                   | --                   |                      |                      |
| 2005-2006  | Predators de Nashville | LNH        | 79    | 11               | 39               | 50               | 74               | 5                | 1  | 3                    | 4                    | 4                    |                      |                      |
| 2006-2007  | Predators de Nashville | LNH        | 80    | 13               | 42               | 55               | 42               | 5                | 0  | 2                    | 2                    | 4                    |                      |                      |
| 2007-2008  | Flyers de Philadelphie | LNH        | 80    | 8                | 36               | 44               | 50               | 13               | 0  | 6                    | 6                    | 8                    |                      |                      |
| 2008-2009  | Flyers de Philadelphie | LNH        | 77    | 3                | 40               | 43               | 54               | 6                | 0  | 1                    | 1                    | 12                   |                      |                      |
| 2009-2010  | Flyers de Philadelphie | LNH        | 82    | 6                | 33               | 39               | 50               | 23               | 1  | 10                   | 11                   | 20                   |                      |                      |
| 2010-2011  | Flyers de Philadelphie | LNH        | 82    | 6                | 31               | 37               | 36               | 11               | 1  | 5                    | 6                    | 14                   |                      |                      |
| 2011-2012  | Flyers de Philadelphie | LNH        | 76    | 4                | 39               | 43               | 46               | 11               | 1  | 3                    | 4                    | 23                   |                      |                      |
| 2012-2013  | Flyers de Philadelphie | LNH        | 45    | 5                | 24               | 29               | 36               | -                | -  | -                    | -                    | -                    |                      |                      |
| 2013-2014  | Flyers de Philadelphie | LNH        | 77    | 6                | 29               | 35               | 32               | 7                | 0  | 1                    | 1                    | 4                    |                      |                      |
| 2014-2015  | Blackhawks de Chicago  | LNH        | 16    | 0                | 0                | 0                | 2                | 18               | 0  | 0                    | 0                    | 10                   |                      |                      |
| Totaux LNH | Totaux LNH             | Totaux LNH | 1 108 | 117              | 454              | 571              | 654              | 105              | 4  | 31                   | 35                   | 111                  |                      |                      |

### En équipe nationale
| Année | Compétition                 |    | PJ | B | A | Pts | Pun | +/-                |  | Résultat |
| 1992  | Championnat d'Europe junior | 4  | 0  | 0 | 0 | 0   |     | 4e place           |  |          |
| 1993  | Championnat du monde junior | 7  | 2  | 0 | 2 | 6   |     | 5e place           |  |          |
| 1993  | Championnat d'Europe junior | 6  | 2  | 2 | 4 | 2   |     | 4e place           |  |          |
| 1994  | Championnat du monde junior | 7  | 3  | 3 | 6 | 4   |     | 4e place           |  |          |
| 1995  | Championnat du monde junior | 7  | 2  | 6 | 8 | 4   |     | 4e place           |  |          |
| 1996  | Championnat du monde        | 6  | 0  | 1 | 1 | 0   | +1  | 5e place           |  |          |
| 1996  | Coupe du monde              | 0  | 0  | 0 | 0 | 0   |     | Quart de finaliste |  |          |
| 1998  | Jeux olympiques             | 6  | 0  | 1 | 1 | 2   | -3  | Médaille de bronze |  |          |
| 1998  | Championnat du monde        | 10 | 2  | 6 | 8 | 4   | +1  | Médaille d'argent  |  |          |
| 1999  | Championnat du monde        | 12 | 1  | 4 | 5 | 6   | +7  | Médaille d'argent  |  |          |
| 2001  | Championnat du monde        | 9  | 2  | 2 | 4 | 10  | +7  | Médaille d'argent  |  |          |
| 2002  | Jeux olympiques             | 4  | 0  | 1 | 1 | 2   | -1  | 6e place           |  |          |
| 2002  | Championnat du monde        | 9  | 1  | 2 | 3 | 8   | -3  | 4e place           |  |          |
| 2003  | Championnat du monde        | 7  | 2  | 5 | 7 | 2   | +1  | 5e place           |  |          |
| 2004  | Coupe du monde              | 6  | 1  | 5 | 6 | 2   |     | Médaille d'argent  |  |          |
| 2005  | Championnat du monde        | 6  | 2  | 1 | 3 | 6   | -1  | 7e place           |  |          |
| 2006  | Jeux olympiques             | 8  | 1  | 4 | 5 | 2   | +2  | Médaille d'argent  |  |          |
| 2010  | Jeux olympiques             | 6  | 2  | 2 | 4 | 2   | +2  | Médaille de bronze |  |          |
| 2014  | Jeux olympiques             | 6  | 0  | 2 | 2 | 0   | +4  | Médaille de bronze |  |          |

## Palmarès

### Distinctions individuelles
- SM-liiga
  - 1993 : nommé dans l'équipe des meilleurs débutants
  - 1997 : nommé dans l'équipe d'étoiles
  - 1998 : vainqueur du trophée Matti-Keinonen récompensant le joueur avec le meilleur différentiel +/- de la SM-liiga.
- Ligue nationale de hockey
  - 2000 : sélectionné pour le Match des étoiles
  - 2004 : sélectionné pour le Match des étoiles
  - 2007 : sélectionné pour le Match des étoiles
  - 2008 : sélectionné pour le Match des étoiles
  - 2015 : gagnant de la coupe Stanley
- Jeux olympiques d'hiver
  - 2006 : nommé dans l'équipe du tournoi olympique
- Championnat du monde junior
  - 1994 : nommé dans l'équipe d'étoiles

### Distinctions collectives
- Jeux olympiques d'hiver
  - 1998 :  médaille de bronze
  - 2006 :  médaille d'argent
  - 2010 :  médaille de bronze
- Championnat du monde
  - 1998 :  médaille d'argent
  - 1999 :  médaille d'argent
  - 2001 :  médaille d'argent
- Coupe du monde
  - 2004 :  médaille d'argent